# Grecs du roi

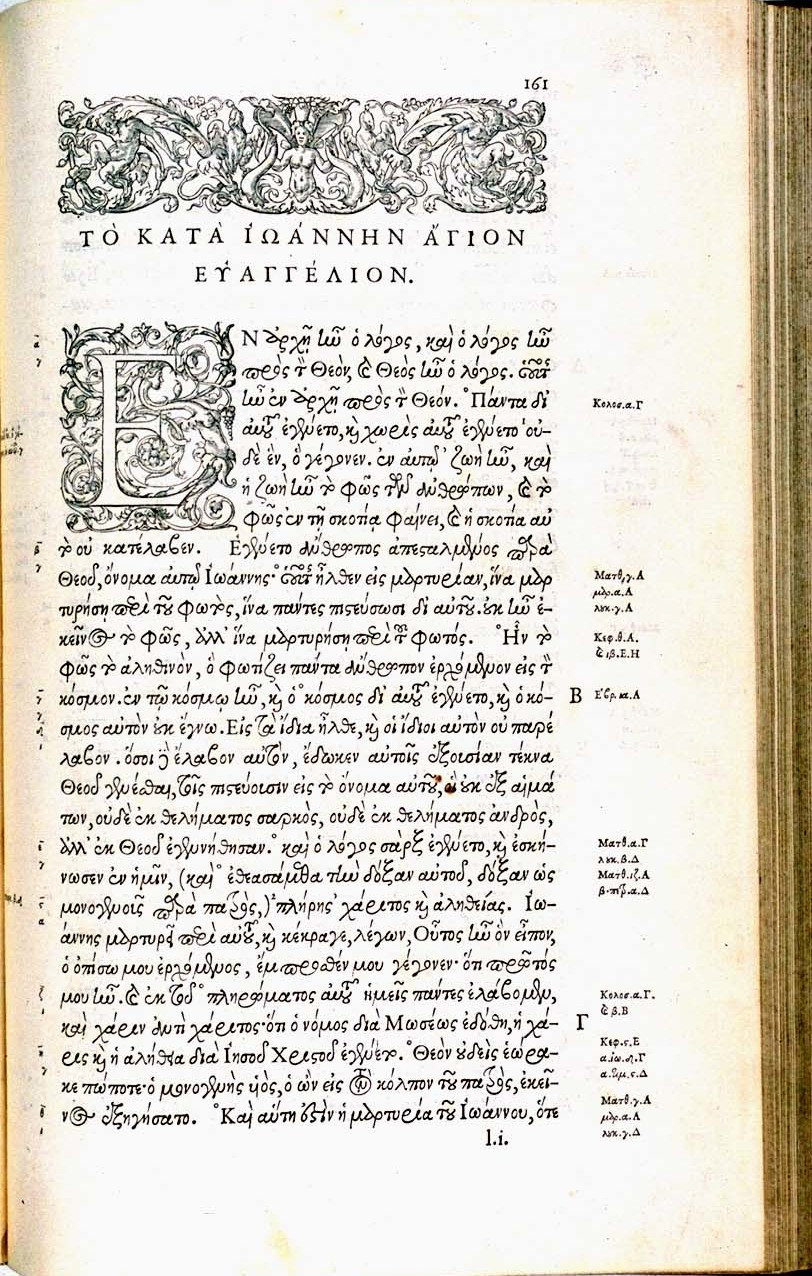
La edición de Estienne de 1550 del Nuevo Testamento fue compuesta con las grecs du roi de Garamond.

Un manuscrito escrito por Vergecio, cuya letra fue la base para el tipo

Les grecs du roi (en español: los griegos del rey), son 3 tipos de letras griegas célebres e influyentes cortadas por el punzonador francés Claude Garamond entre 1541 y 1550.
Los grecs du roi fueron comisionados por Robert Estienne en nombre del rey Francisco I de Francia en un contrato fechado el 2 de noviembre de 1540. Los grecs du roi se basaron en la letra del copista cretense Angelo Vergecio e incluye muchas letras y ligaduras alternativas. Le tomó a Garamond casi 10 años para completar todos los tamaños ópticos. En 1543 se completó el juego de caracteres de tamaño mediano de 16 puntas, denominado "gros romaine", en 1546 el de tamaño pequeño de 9 puntas denominado "Cicéro", y en 1550 el de tamaño grande de 20 puntas denominado "gros parangon".

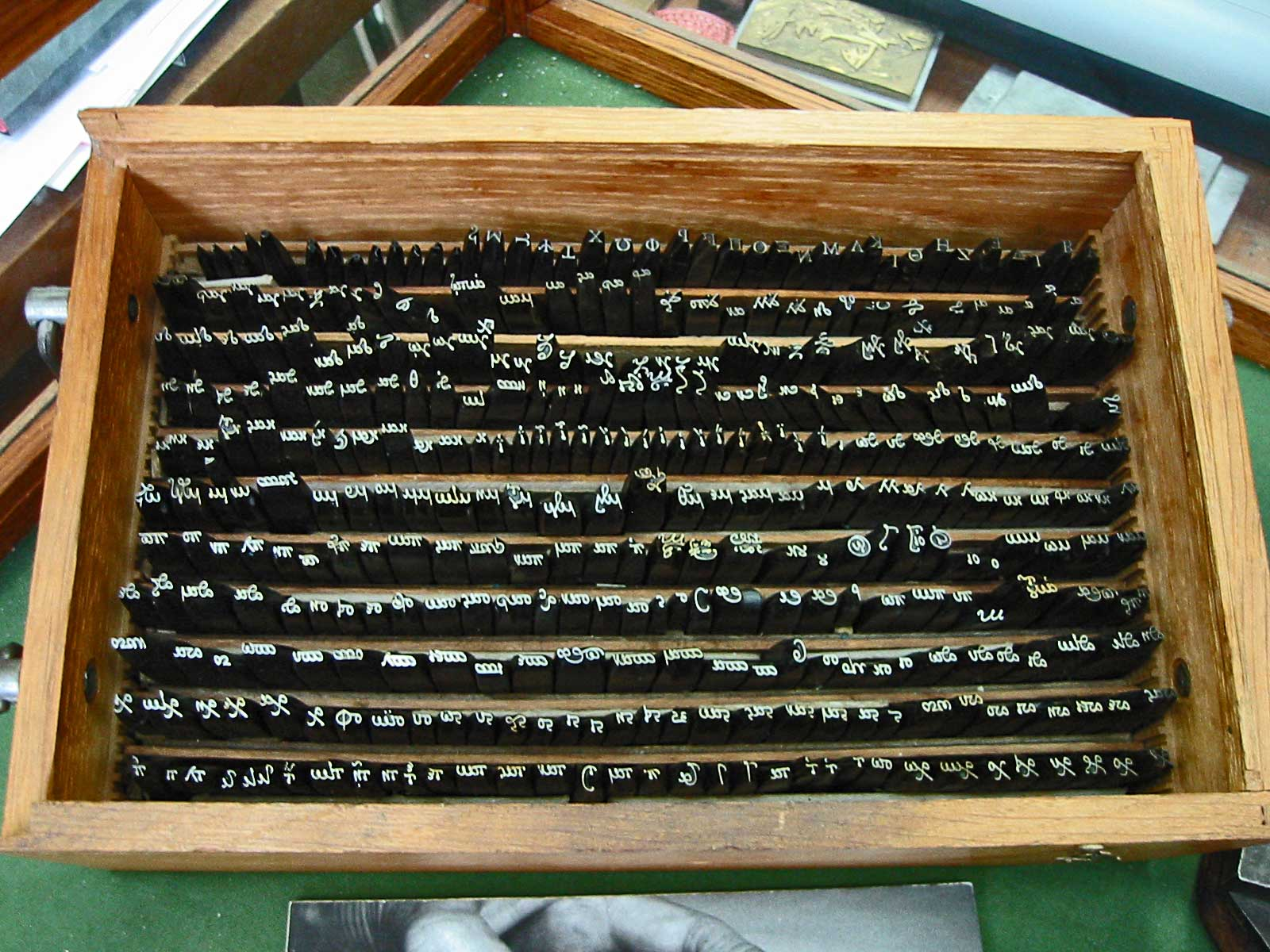
Punzones originales de Garamond para el tipo Grecs du roi, que siguen siendo propiedad del gobierno francés.

Los grecs du roi fueron exitosos inmediatamente, y se convirtieron en un estándar que otros impresores y punzonadores buscaron emular rápidamente, con imitaciones hechas por otros punzonadores incluso antes de que Garamond hubiera completado el último tamaño óptico. Las imitaciones más populares fueron creadas por Pierre Haultin y Robert Granjon, que también fueron muy populares.
Los grecs du roi, aunque muy exitosos e influyentes, plantearon muchísimas demandas a los impresores, ya que requerían elegir entre muchas ligaduras y glifos alternativos posibles para cada palabra, en contraste con los tipos de letra del alfabeto latino, que no intentaban imitar la escritura a mano. La mayoría de los tipos de letra griegos que siguieron fueron mucho más simples, con una disminución masiva en el número de ligaduras y glifos alternativos.
En 1946, los 2937 punzones originales fueron clasificados como monumentos históricos y se conservaron en la Imprimerie Nationale en el gabinete de punzones.

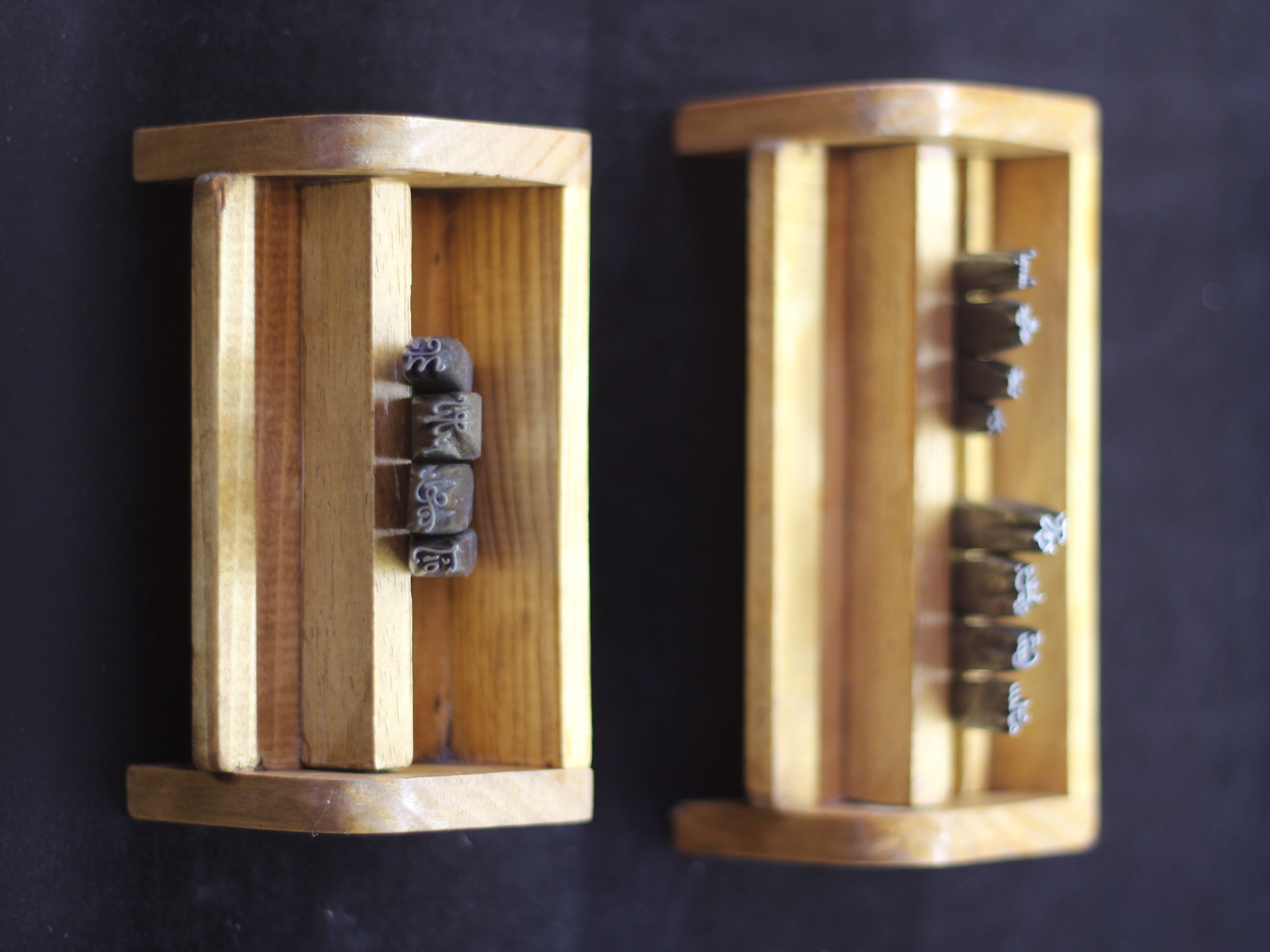
Vista detallada de algunos golpes

## Digitalizaciones
Un renacimiento digital de los Grecs du roi fue hecho por Anagrafi Fonts en el 2009, renombrada a KS-Greque, y fue actualizada a una fuente OpenType unos pocos años después, esta vez renombrada a "KS-GrequeX". La tipografía contiene 2 pesos y más de 1100 glifos y ligaduras.
El gobierno griego encargó al la Imprimiere Nationale un renacimiento digital de los Grecs du roi durante los Juegos Olímpicos de verano de 2004 en Atenas, aunque no está disponible públicamente.
En el 2017, un miembro de la AMEI prometió y un renacimiento gratuito de los Grecs du roi en colaboración con la Sociedad Tipográfica Griega, pero no se ha sabido que pasó con el proyecto desde entonces.
Hay una fuente digital gratuita, Grecs du roi WG, sin ligaduras.

### Literatura citada
- Carter, Harry (2002).  Mosley, James, ed. A View of Early Typography Up to About 1600 (Reprinted edición). London: Hyphen. ISBN 978-0-907259-21-3.
- Carter, Harry, ed. (1969). The type specimen of Delacolonge. Les caractères et les vignettes de la fonderie du sieur Delacolonge, Lyons, 1773. Introduction and notes by Harry Carter. (Facsimile ... made from a copy belonging to the publishers.).
- Dreyfus, John, ed. (1963). Type Specimen Facsimiles. London: Bowes & Bowes, Putnam.
- Lane, John A. (1996). «From the Grecs du Roi to the Homer Greek: Two Centuries of Greek Printing Types in the Wake of Garamond».  En Macrakis, Michael S., ed. Greek Letters: From Tablets to Pixels. Oak Knoll Press. ISBN 9781884718274.
- Lane, John A. (2004). Early Type Specimens in the Plantin-Moretus Museum: annotated descriptions of the specimens to ca. 1850 (mostly from the Low Countries and France) with preliminary notes on the typefoundries and printing offices (1. edición). New Castle, Del.: Oak Knoll Press. ISBN 9781584561392.
- Slimbach, Robert (2005). «The Making of Garamond Premier». Garamond Premier Pro: a contemporary adaptation; modelled on the roman types of Claude Garamond and the italic types of Robert Granjon. San Jose: Adobe Systems. pp. 15-21.
- Vervliet, Hendrik D. L. (2008). The Palaeotypography of the French Renaissance: Selected Papers on Sixteenth-century Typefaces. BRILL. ISBN 978-90-04-16982-1.
- Vervliet, Hendrik D. L. (2010). French Renaissance Printing Types: a Conspectus. New Castle, Del.: Oak Knoll Press. ISBN 978-1-58456-271-9.